# کرومات کلسیم
کرومات کلسیم (به انگلیسی: Calcium chromate) با فرمول شیمیایی CaCrO۴ یک ترکیب شیمیایی با شناسه پاب‌کم ۲۶۲۶۴ است. که جرم مولی آن 156.072 g/mol می‌باشد. شکل ظاهری این ترکیب، پودر زرد روشن است.